# 한범우
한범우(韓範愚, 1902년 4월 16일 ~ 1920년 6월 22일)는 대한제국의 독립운동가였다.
본관은 청주(淸州)이고, 호(號)는 해청(海靑)이며 1908년에 한범우(韓範愚)로 마지막 개명(改名)을 하기 이전의 아명(兒名)은 한지윤(韓志胤, 출생명.)·한근형(韓勤炯, 1905년 개명하여 1908년까지 사용.)이다.

## 생애

### 삼월 대한 독립 만세 운동
1915년, 3년 연상의 이익삼 여사와 결혼한 그는 결혼 3년 후 1918년 당시에 외동딸(무남독녀)을 득녀하였으며, 그 이듬해인 1919년 3월 27일 江原道 原州郡 富論面事務所 앞길에서 韓敦愚, 金性秀 등과 獨立萬歲計劃을 協議하고 있을 때 때마침 退廳歸家하는 原州郡守를 붙잡아 獨立萬歲를 부르도록 要求하여 함께 獨立萬歲를 高唱케하며 活動하다가 被逮되어 춘천지방법원에서 10개월 징역형을 선고받았으나 未決期間을 合算하여 10月 27日間의 獄苦를 치른 이후 1920년 2월, 춘천형무소를 출소하여 강원도 원주에 귀향하였지만 그 해 6월에 병사하였다.

## 사후
대한민국 정부에서는 고인의 공훈을 기리고자 1990년 3월 1일을 기하여 대한민국 건국훈장 애족장을 추서하였으며 8년 후 1998년 5월 11일을 기하여 그의 유해가 강원도 원주 향리에서 대전국립현충원으로 이장되었다.